# Марон, Владимир Самойлович
Владимир Самойлович Марон (2 февраля 1921, Чечерск — 2004, Оснабрюк, Германия) — советский организатор кинопроизводства, заслуженный работник культуры РСФСР.

## Биография
Владимир Самойлович Марон родился 2 февраля 1921 года в Чечерске Гомельской губернии (сейчас Белоруссия). После окончания школы пошёл служить на флот. Служил с 1939 года на Балтике. Окончил школу связи в Кронштадте, участвовал в советско-финской и в Великой Отечественной войнах, старшина-электрик 2-й статьи.
После войны в 1945 году пришёл поступать во ВГИК, где закончил экономический факультет. Практику проходил на киностудии им. М. Горького, где остался после окончания ВГИКа, проработал там 17 лет. В 1965 году перешёл на «Мосфильм», где 13 лет был директором кинокартин, участвовал в съёмках советско-итальянского фильма Калатозова «Красная палатка» и картины Романа Кармена «Пылающий континент».
Был директором более 35 кинофильмов.
В 1974 году стал заместителем директора Бюро пропаганды советского киноискусства, а позже — заместителем директора кинофонда Союза кинематографистов России.
В начале 2000-х годов вместе с женой актрисой Валентиной Марон эмигрировал в Германию.
Умер в 2004 году в Оснабрюке.

### Семья
- Жена — актриса Валентина Ивановна Марон (1923—2012), заслуженная артистка РСФСР.

## Награды
- Заслуженный работник культуры РСФСР
- Орден Почёта (4.10.2002).

## Фильмография

### Директор фильма
1. 1953 — Случай в тайге
2. 1955 — Земля и люди
3. 1957 — Ночной патруль
4. 1958 — Добровольцы
5. 1960 — Девичья весна
6. 1961 — Карьера Димы Горина
7. 1962 — Весёлые истории
8. 1963 — Им покоряется небо
9. 1964 — Лёгкая жизнь
10. 1964 — Товарищ Арсений
11. 1965 — Рано утром
12. 1969 — Красная палатка (СССР, Италия; главный директор картины, совместно с Витторио Музи Глори)
13. 1974 — Дочки-матери
14. 1973 — Пылающий континент
15. 1977 — Кафе «Изотоп»

### Актёр
1. 1965 — Рано утром — эпизод
2. 1974 — Дочки-матери — эпизод
3. 1993 — Заложники «Дьявола» — Пьетро
4. 1999 — Вы будете смеяться